# Willy Kaltofen
Willy Kaltofen, auch Willi Kaltofen, (* 17. Februar 1918; † 16. April 2012) war ein erzgebirgischer Musiker und Komponist. 
Kaltofen war Konzertzithersolist und gründete 1940 die „Willy-Kaltofen-Gruppe“, ein Heimatterzett und eine Instrumentalgruppe, zu deren Mitgliedern bzw. Sprecherin seit 1950 auch Marianne Hütel aus Zwickau, später als Sprecher auch Horst Gläß gehörten. Das kleine Ensemble hatte bis 1995 Bestand. Kaltofen war eine der prägenden Persönlichkeiten der erzgebirgischen Volksmusik in der zweiten Hälfte des 20. Jahrhunderts. Während des Zweiten Weltkrieges gestaltete er als Zitherspieler mehrere, darunter auch politisch motivierte Veranstaltungen mit, so 1943 den Kameradschaftsabend zum 20-jährigen Bestehen der NSDAP-Ortsgruppe Schönheide unter dem Motto „Deitsch un frei wolln mer sei!“.
Kaltofen komponierte etwa 60 Lieder. Zu seinen bekanntesten Kompositionen zählt das Lied „Su hall war nie dr Lichterglanz“. Lebensmittelpunkt von Willy Kaltofen war Sehma, eine Gemeinde, die heute zu Sehmatal gehört.
Als "Zitherhans" hatte er 1987 einen kurzen Auftritt in der Kinderserie Spuk von draußen des Fernsehens der DDR.